# Neorrealismo (relações internacionais)

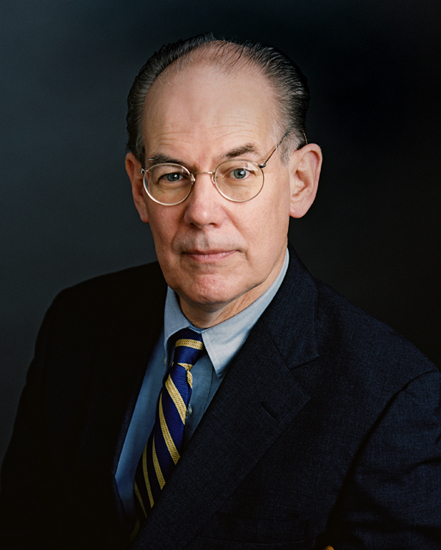
John Mearsheimer

O Neorrealismo ou realismo estrutural é uma teoria das Relações Internacionais, descrita primeiramente por Kenneth Waltz em seu livro de 1979, Theory of International Politics. Junto com o neoliberalismo, o neorrealismo é uma das mais influentes abordagens contemporâneas nas relações internacionais; estas duas perspectivas têm dominado as teorias das relações internacionais na última década. O neorrealismo surgiu a partir da doutrina estadunidense de ciência política, e reformula a tradição realista de Edward Hallett Carr, Hans Morgenthau e Reinhold Niebuhr. Os realistas em geral argumentam que o poder é o fator mais importante nas relações internacionais.
O neorrealismo é subdividido em ofensivo e defensivo.

## Origens
O neorrealismo descarta o uso de conceitos essencialistas do realismo clássico como a "natureza humana" para explicar a política internacional. Os pensadores neorrealistas acreditam que as restrições estruturais — não a estratégia, o egoísmo, ou a motivação — irão determinar o comportamento dos Estados nas relações internacionais.

## Teoria
O neorrealismo sustenta que a natureza da estrutura internacional é definida pelo seu princípio de primeira ordem — a anarquia — e pela distribuição de recursos (medidos pelo número de grandes potências no sistema internacional). O princípio de ordem anárquica da estrutura internacional é descentralizada, ou seja, não existe nenhum centro formal de autoridade; cada Estado soberano é formalmente igual no sistema. Estes Estados agem de acordo com a lógica da auto-ajuda, ou seja, os Estados buscam os seus próprios interesses em detrimento dos interesses dos outros Estados.
Unidos, os Estados querem, no mínimo, garantir a sua própria sobrevivência, pois este é um pré-requisito para perseguir outros objetivos. Esta força motriz da sobrevivência é o principal fator que influencia o seu comportamento e, por sua vez, garante aos Estados desenvolverem recursos para ofensivas militares ou intervencionismo como meios para aumentar o seu poder relativo. Porque os Estados nunca poderão ter certeza das intenções futuras de outros Estados, pois existe uma falta de confiança entre os Estados que os obriga a estarem em guarda contra perdas relativas de poder que poderiam permitir que outros Estados ameaçassem a sua sobrevivência. Essa falta de confiança, com base na incerteza, é chamada de "dilema de segurança".
Os Estados são considerados semelhantes em termos de necessidades, mas não em recursos para atingi-los. A posição dos Estados em termos de habilidades determina a distribuição de recursos. A distribuição estrutural de recursos limita a cooperação entre os Estados, por meio dos temores de ganhos relativos por outros Estados e a possibilidade de dependência para os outros Estados. O desejo e a capacidade relativa de cada Estado constrange um ao outro, resultando em um "equilíbrio de poder", que molda as relações internacionais. Isto também entra no "dilema de segurança", em que todas as nações se enfrentam. Há duas maneiras em que os Estados podem estabelecer um equilíbrio de poder: o equilíbrio externo e interno. O equilíbrio interno ocorre quando as capacidades dos Estados crescem, aumentando o seu crescimento econômico e/ou despesa militar. O equilíbrio externo ocorre quando os Estados formam alianças para testar o poder dos outros Estados ou alianças mais poderosas.
Os neorrealistas afirmam que existem essencialmente três sistemas possíveis de acordo com as mudanças na distribuição de capacidades, definidos pelo número de grandes potências no sistema internacional. Um sistema unipolar que contém somente uma grande potência, um sistema bipolar que contém duas grandes potências e um sistema multipolar que contém mais de duas grandes potências. Os neorrealistas concluem então que um sistema bipolar é mais estável (menos propenso a uma guerra entre as outras potências e uma mudança no sistema), que um sistema de equilíbrio multipolar, porque só pode haver um equilíbrio interno, não externo, pois não existem outras grandes potências com as quais formar alianças. Porque em um equilíbrio bipolar, há menos chances de erros de cálculo e, portanto, menor chance das grandes potências entrarem em guerra. É uma simplificação teórica ideal.

## Debate acadêmico

### O pensamento realista
Enquanto os neorrealistas acreditam que a estrutura das relações internacionais é o principal ímpeto na busca de segurança, há discordâncias entre os neorrealistas quanto a afirmação de que os Estados simplesmente desejam sobreviver e maximizar o seu poder relativo. Os neorrealistas clássicos defendem as ideias de Kenneth Waltz e do realismo defensivo, enquanto os neorrealistas atuais apoiam as ideias de realismo ofensivo de John Mearsheimer.

### Outras escolas de pensamento
Os neorrealistas concluem que a guerra por ser um efeito da estrutura anárquica do sistema internacional, continuará no futuro. Na verdade, os neorrealistas, muitas vezes, argumentam que o princípio ordenador do sistema internacional não mudou fundamentalmente desde o tempo de Tucídides ao advento da guerra nuclear. A visão de que uma paz duradoura não é suscetível de ser alcançada compõe a maioria das teorias das relações internacionais. Um dos principais desafios para a teoria neorrealista é a teoria da paz democrática e o apoio de novas ideias retiradas do livro Never at War. Os neorrealistas respondem a estes desafios argumentando que os teóricos da paz democrática tendem a escolher uma definição de democracia para obterem um [preconceito] empírico. Por exemplo, a Alemanha do Kaiser Guilherme II, a República Dominicana de Juan Bosch ou o Chile de Salvador Allende não são considerados democráticos e os conflitos não se qualificam como guerras para estes teóricos. Além disso, os teóricos democráticos alegam que guerras entre Estados democráticos tendem a serem evitadas por outros Estados abrangidos pelas causas da teoria da paz democrática.
Os defensores da teoria da paz democrática veem a expansão da Democracia como uma ajuda para mitigar os efeitos da anarquia. Com democracias suficientes no mundo, Bruce Russett argumenta que "pode ser possível, em parte, substituir os princípios realistas (a anarquia e o dilema de segurança dos Estados), que têm sido a política empregada pelas grandes potências... pelo menos desde o século XVII". John Mueller acredita que não é a expansão democrática, mas sim, outras condições (por exemplo, o poder), que provoca a democracia e a paz. Confirmando o argumento de Mueller, Kenneth Waltz observa que "algumas das principais democracias como a Grã-Bretanha no século XIX e os Estados Unidos no século XX, têm sido um dos Estados mais poderosos de suas épocas".

## Neorrealismo vs. Neoliberalismo
Atualmente existe um extenso debate entre as escolas neorrealistas e neoliberais, que dividem orçamentos científicos, agendas de investigação e escolas pós-modernas ou refletivistas sobre a alma das relações internacionais, cujo desenvolvimento se evidencia entre o racionalismo e o refletivismo, respectivamente.
Exemplificando as diferenças entre o neorrealismo e o neoliberalismo, pode-se recorrer ao esquema de David Baldwin:
1. Os neorrealistas consideram que a anarquia limita mais a atuação do Estado do que os neoliberais acreditam.
2. Os neorrealistas consideram que a cooperação internacional é muito mais difícil de se conseguir e manter, e que isso depende mais do poder do Estado do que pensam os neoliberais.
3. Os neoliberais enfatizam os ganhos absolutos da cooperação internacional, enquanto os neorrealistas o fazem com ganhos relativos. Os neorrealistas se perguntam quem ganhará mais com a cooperação internacional, enquanto que os neoliberais estão concentrados em maximizar o nível total de ganhos de todas as partes.
4. Os neorrealistas assumem que, por causa da anarquia, os Estados tendem a estarem preocupados pelas questões de segurança e pelas causas e efeitos das guerras, enquanto os neoliberais se concentram na economia política internacional e no meio ambiente. Assim, cada um tende a ver as perspectivas da cooperação internacional de maneira diferente: estudam mundos diferentes.
5. Os neorrealistas se concentram nas capacidades antes das intenções, enquanto os neoliberais prestam mais atenção as intenções e percepções do que nas capacidades.
6. Os neorrealistas não acreditam nas instituições internacionais e nos regimes que possam mitigar os efeitos limitadores da anarquia na cooperação internacional, enquanto que os neoliberais acreditam que os regimes e instituições possam facilitar a cooperação.

Assim, finalmente, o debate ou, para outros, a síntese entre o neorrealismo e o neoliberalismo criou um núcleo rígido da disciplina das Relações Internacionais desde os anos 1980, onde se há desenvolvido a subdisciplina da economia internacional e tende a se direcionar até uma convergência evidente no que e no como, segundo Robert Keohane.

## Neorrealistas notáveis
- Robert J. Art
- Richard K. Betts
- Joseph Grieco
- Robert Jervis
- Christopher Layne
- Kenneth Waltz